# Peter Plys: Juleferien
Peter Plys: Juleferien (eng: Winnie the Pooh: A Very Merry Pooh Year) er en amerikansk tegnefilm fra 2002